# Тхыонгтин
Тхыонгти́н (вьет. Thường Tín) — уезд Вьетнама (huyện), один из семнадцати сельских уездов, входящих в состав Ханоя (с 2008 года). Площадь — 128 км², население — 202,6 тыс. человек, административный центр — город Тхыонгтин (вьет. Thường Tín).

## География
Уезд Тхыонгтин расположен на юг от центра Ханоя. На западе он граничит с уездом Тханьоай, на севере — с уездом Тханьчи, на востоке — с провинцией Хынгйен, на юге — с уездом Фусюен. Восточную границу уезда составляет река Хонгха.

## Административное деление
В настоящее время в состав уезда Тхыонгтин входит один город (thị trấn) — Тхыонгтин и 28 сельских общин — Тьыонгзыонг (вьет. Chương Dương), Зунгтьен (вьет. Dũng Tiến), Зуентхай (вьет. Duyên Thái), Хахой (вьет. Hà Hồi), Хьензянг (вьет. Hiền Giang), Хоабинь (вьет. Hòa Bình), Хонгван (вьет. Hồng Vân), Кханьха (вьет. Khánh Hà), Лелой (вьет. Lê Lợi), Льенфыонг (вьет. Liên Phương), Минькыонг (вьет. Minh Cường), Нгиемсюен (вьет. Nghiêm Xuyên), Нгуенчай (вьет. Nguyễn Trãi), Никхе (вьет. Nhị Khê), Ниньшо (вьет. Ninh Sở), Куатдонг (вьет. Quất Động), Танминь (вьет. Tân Minh), Тханглой (вьет. Thắng Lợi), Тхонгнят (вьет. Thống Nhất), Тхыфу (вьет. Thư Phú), Тьенфонг (вьет. Tiền Phong), Тохьеу (вьет. Tô Hiệu), Тыньен (вьет. Tự Nhiên), Ванбинь (вьет. Văn Bình), Вандьем (вьет. Vạn Điểm), Ванфу (вьет. Văn Phú), Вантао (вьет. Vân Tảo), Ванты (вьет. Văn Tự).

## Транспорт
По территории уезда Тхыонгтин проходит национальное шоссе № 1А, соединяющее Лангшон с Камау (в пределах Большого Ханоя соединяет центр Ханоя с провинцией Ханам). Параллельно шоссе пролегает главная железнодорожная линия Вьетнама, соединяющая Ханой и Хошимин. По реке Хонгха осуществляется оживлённое судоходство. В пределах уезда Тхыонгтин через реку нет ни одного моста, переправка на другой берег осуществляется с помощью лодок и небольших паромов.

## Экономика
В общине Вантао работает крупный пивоваренный завод, выпускающий продукцию под торговыми марками Heineken и Tiger. Деревня Хатхай общины Зуентхай славится производством лакированных предметов домашнего обихода и других изделий. Деревня Сюентхай специализируется на производстве лакированных алтарей, декоративных панелей и других деревянных изделий.

## Культура

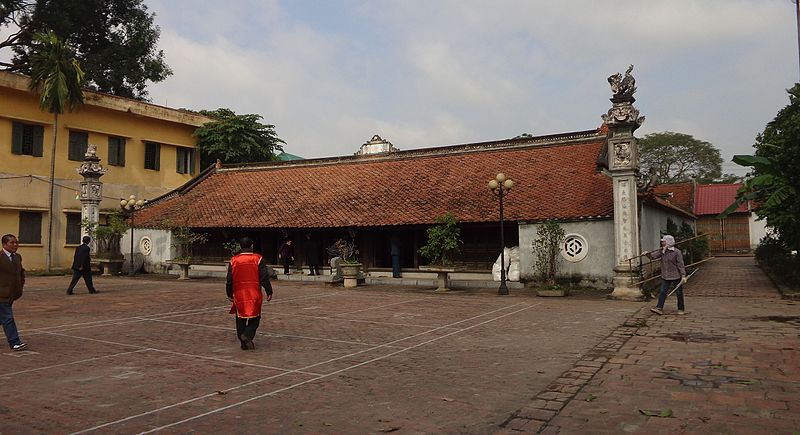
Храм Муй в деревне Анзуен

В деревне Самзыонг (вьет. Xâm Dương) общины Ниньшо проводится праздник храма Дам, посвящённый «святой матери» Водного дворца (фестиваль сопровождается водной процессией, танцем дракона, танцем льва, игрой в шахматы, петушиными боями и исполнением музыки куанхо). В деревне Зяфук общины Нгуенчай проходит праздник пагоды Дау (вьет. Đậu), посвящённый трём телам Будды, богине Фап Ву и богу колодца (сопровождается церемонией лапнгует и водной процессией).
В общине Тхонгнят проводится праздник храма Донгбодау (вьет. Đông Bộ Đầu), посвящённый божеству Ынг Тхьену (вьет. Ứng Thiên), уничтожившему монстра-тхуонглуонга (вьет. thuồng luồng), и сопровождаемый танцем с палками. В общинах Хахой, Куатдонг и Льенфыонг проходит местный праздник, посвящённый божеству-покровителю данной местности Као Шону (сопровождается игрой в шахматы, танцем с палками, игровым сражением на воде и представлением хаттуонг).
В деревне Хатхай общины Зуентхай проводится праздник, посвящённый местным божествам-покровителям — Буй Ши Лыонгу (военный мандарин династии Ле, боровшийся против династии Мак) и госпоже Динь Тхи Чать, которая пожертвовала собой ради родной деревни. Фестиваль сопровождается водной процессией, различными церемониями, борьбой, танцами и играми. В деревне Никхе одноимённой общины проходит праздник храма Нгуенчай, посвящённый местному божеству и сопровождаемый различными церемониями (поклонение статуе божества и его «дому»). Также в общине Никхе проводится деревенский праздник, посвящённый знаменитому мастеру резьбы по дереву XVI века Доан Ван Таю (сопровождается поклонением предкам, жертвоприношениями и другими церемониями, игрой в шахматы и пением).
В общине Ниньшо проходит праздник храма Ниньса, посвящённый двум дочерям императора Ли Нян-тонга (двум бодхисаттвам), который сопровождается рядом религиозных церемоний. В общине Куатдонг проводится местный праздник, посвящённый Ле Конг Ханю (основоположник местной кружевной вышивки и один из сподвижников императора Мак Данг-зунга) и сопровождаемый различными церемониями. В общине Тыньен проходит праздник, посвящённый местным божествам (Тьы Донг Ты, принцессы Тьен Зунг и Тэй Ша, полководец сестёр Чынг Зао Тхань) и сопровождаемый водной процессией и игрой в шахматы. Одной из достопримечательностей уезда является располагающийся в общине Нгуенчай буддийский храм Дау. Он известен покрытыми лаком мумиями монахов Ву Кхак Чыонга (Vũ Khắc Trường) и Ву Кхак Миня (вьет. Vũ Khắc Minh).